# Lukáš Sadílek
Lukáš Sadílek, né le 23 mai 1996 à Uherský Ostroh en Tchéquie, est un footballeur international tchèque qui évolue au poste de milieu offensif au Sparta Prague.

## Biographie

### En club
Né à Uherský Ostroh en Tchéquie, Lukáš Sadílek est notamment formé par le FC Slovácko. Après un passage de deux ans au FC Baník Ostrava il fait son retour au FC Slovácko. Il joue son premier match en professionnel avec ce club, le 30 août 2014, lors d'une rencontre de championnat contre le FK Příbram. Son équipe remporte le match sur le score de quatre buts à un.
Le 18 mai 2022, il remporte la Coupe de Tchéquie en battant le Sparta Prague. Il est titularisé et son équipe s'impose par trois buts à un. Il remporte ainsi le premier trophée de sa carrière,.
Le 2 juillet 2022, Lukáš Sadílek s'engage en faveur du Sparta Prague.
Sadílek fait sa première apparition sous les couleurs du Sparta Prague le 21 juillet 2022, à l'occasion d'une rencontre qualificative pour la Ligue Europa Conférence 2022-2023 face au Viking FK. Il est titularisé et les deux équipes se neutralisent (0-0 score final). 
Il participe à la finale de la Coupe de Tchéquie 2022-2023 le 3 mai 2023 face au rival du Slavia Prague en étant titularisé. Son équipe est battue ce jour-là (0-2 score final).
Il est sacré champion de Tchéquie avec le Sparta Prague, le club remportant le 37e titre de son histoire lors de cette saison 2022-23,.

### En sélection
Lukáš Sadílek joue son premier match avec l'équipe de Tchéquie espoirs le 31 mai 2018, face à l'Autriche. Il entre en jeu et son équipe s'impose par trois buts zéro.
Lukáš Sadílek honore sa première sélection avec l'équipe nationale de Tchéquie contre les îles Féroé le 17 juin 2023. Il entre en jeu à la place d'Alex Král et les Tchèques s'imosent sur le score de trois buts à zéro ce jour-là,.

## Vie privée
Lukáš Sadílek est le frère aîné de Michal Sadílek, lui aussi footballeur professionnel.

## Palmarès

### En club
FC Slovácko
- Coupe de Tchéquie (1) :
  - Vainqueur : 2021-22

 Sparta Prague
- Championnat de Tchéquie (1) :
  - Champion : 2022-23.